# حقيبة دبلوماسية

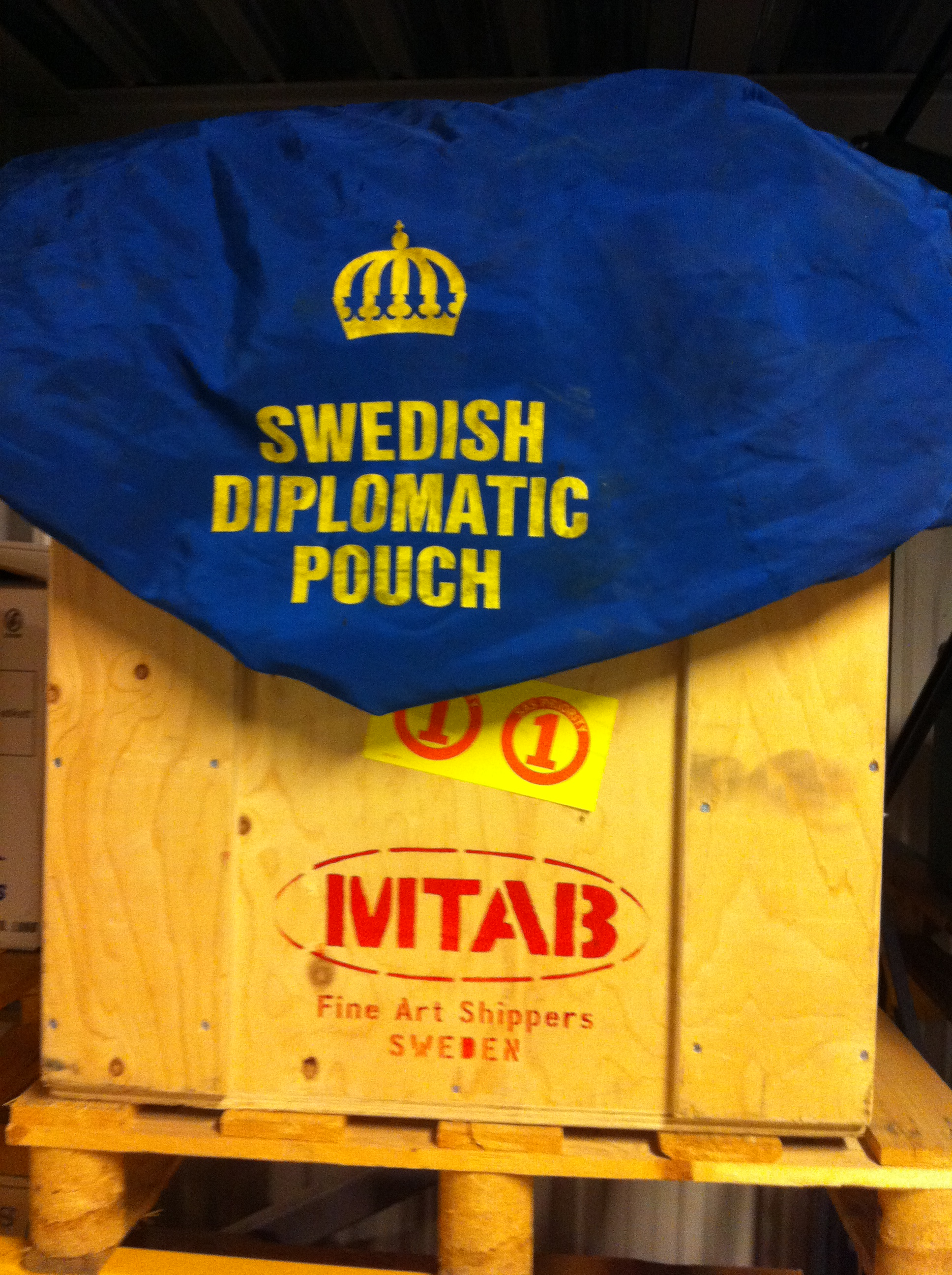

الحقيبة الدبلوماسية (بالإنجليزية: Diplomatic Bag)‏ تعبير مجازي يشير إلى أي مظروف أو طرد أو صندوق أو حاوية شحن أو أي وعاء آخر يستخدم بواسطة البعثة الدبلوماسية. والبعثة الدبلوماسية تتمتع بما يُعرف بالحصانة الدبلوماسية، بمعنى أنه لا يجوز تفتيشها عند منافذ الحدود والمنافذ الجمركية، كما لا تجوز مصادرتها. ليس للحقيبة الدبلوماسية حجم أو وزن أو شكل معين كشرط لتمتعها بالحصانة. تنص اتفاقية فيينا للعلاقات الدبلوماسية على أن الحقيبة الدبلوماسية يجب ألا تستخدم في غير الأغراض الرسمية التي تخدم مهمة البعثة الدبلوماسية. تدخل الحقيبة إلى الدولة المضيفة غالباً بصحبة عضو في البعثة الدبلوماسية يتمتع بالحصانة الدبلوماسية، ويسمى حامل الحقيبة الدبلوماسية.

## بعض الحوادث الشهيرة المرتبطة بالحقيبة الدبلوماسية
- في عام 1938، شحن الفرنسيسكان هيرمان ليو فان بريداً تركة إدموند هوسرل كأمتعة دبلوماسية بلجيكية لنقلها من ألمانيا إلى بلجيكا دون أن تتمكن السلطات النازية من فعل أي شيء حيال ذلك.
- بعد وفاة هوارد كارتر عام 1939، كانت هناك خطة لإرسال تذكاراته الخاصة في مقبرة توت عنخ آمون من لندن إلى المتحف المصري في القاهرة بالبريد الدبلوماسي، لمنع وقوعها في أيدي القوى الأجنبية خلال الحرب العالمية الثانية، لكن وزارة الخارجية البريطانية رفضت الاقتراح.
- كانت Triplex عملية تجسس بريطانية خلال الحرب العالمية الثانية والتي تضمنت نسخ محتويات الحقائب الدبلوماسية للدول المحايدة سراً.
- خلال الحرب العالمية الثانية، ورد أن ونستون تشرشل تلقى شحنات من السيجار الكوبي بهذه الطريقة.[4]
- في عام 1964 كان الجاسوس مردخاي لوك (يهودي مغربي)، الذي عمل مخبرًا لمصر وربما عمل أيضاً لإسرائيل وألمانيا، كان سيُخطف في صندوق أمتعة دبلوماسية باسم السفارة المصرية، غير أن الشرطة في روما فتحتها وأحبطت العملية.[4][5] كان من الواضح أن الصندوق الذي كان محكمًا من داخله أنه سبق استخدامه من قبل لشحن البشر،[6]  بما في ذلك ربما مسؤول عسكري مصري انشق إلى إيطاليا قبل عدة سنوات لكنه اختفى بعد ذلك دون أن يترك أثرا قبل الظهور مجددًا في الحجز المصري ويواجه المحاكمة. ومن المعروف أن مصر استخدمت مرارًا «الحقائب» لاختطاف الأشخاص.
- في العام 1979 أرسلت الحكومة الكندية جوازات سفر كندية ومواد أخرى عبر حقيبة دبلوماسية إلى طهران للمساعدة في تهريب ستة دبلوماسيين أمريكيين، كانوا قد نجوا من القبض عليهم أثناء الاستيلاء على سفارة الولايات المتحدة من قبل المتظاهرين الإيرانيين
- خلال حرب الفوكلاند عام 1982، استخدمت الحكومة الأرجنتينية حقيبة دبلوماسية لتهريب عدة ألغام لامعة إلى سفارتهم في إسبانيا، لاستخدامها في عملية سرية أسميت بـ ألجيسيراس (الجزيرة الخضراء)، حيث كان العملاء الأرجنتينيون سيستخدمونها لتفجير سفينة حربية بريطانية في حوض بناء السفن التابع للبحرية الملكية في جبل طارق. تم الكشف عن المؤامرة وأوقفتها الشرطة الإسبانية قبل وضع المتفجرات.[7]
- في 5 يوليو 1984، تم اختطاف عمر ديكو، وزير النقل النيجيري آنذاك، في المنفى في لندن، وتم تخديره ووضعه في صندوق خشبي لنقله جواً إلى نيجيريا كأمتعة دبلوماسية على متن طائرة شحن في مطار ستانستيد بلندن، لكن الشرطة أحبطت عملية الاختطاف لأن الصندوقين - أحدهما فيه ديكو والآخر بداخله الخاطفين - لم تكن مختومة بختم السفارة النيجيرية كما لم يتمكن المسؤولون عن عملية النقل من تعريف أنفسهم على أنهم مندوبين دبلوماسيون.[5][7]
- في عام 1984، تم تهريب مدفع رشاش ستيرلينغ في واحدة من 21 حقيبة دبلوماسية والذي استخدم لقتل الشرطية يفونه فليتشر Yvonne Fletcher من داخل السفارة الليبية في لندن، بالمملكة المتحدة.
- في 12 يوليو 1984، حظرت سويسرا دخول شاحنة سوفيتية على الحدود الألمانية الغربية بالقرب من بازل، وبحمولة تسعة أطنان، تم الإعلان عنها بالكامل كأمتعة دبلوماسية للسفارة الروسية. لم تعترض الجمارك الألمانية الغربية على الشاحنة عندما دخلت جمهورية ألمانيا الاتحادية. وضعت سويسرا حدًا عشوائيًا للأمتعة الدبلوماسية يبلغ 450 رطلاً (204 كجم). لذلك سمح اتحاد الجمهوريات الاشتراكية السوفياتية لسلطات ألمانيا الغربية بفحص المحتويات وهي 207 صندوق يحتوي كل منها على أكياس قماشية دبلوماسية معبأة بشكل صحيح.
- في مارس 2000، أصبحت زيمبابوي موضع اهتمام سياسي دولي عندما فتحت شحنة دبلوماسية بريطانية.[4]
- في ديسمبر 2001، تم اكتشاف جراثيم من مسببات مرض الجمرة الخبيثة خلال فحص روتيني في حقيبة بريد مرسلة للسفارة الأمريكية في فيينا، والتي تم إرسالها إلى فيينا في 23 أكتوبر 2001 من غرفة بريد وزارة الخارجية الأمريكية في واشنطن العاصمة. تم استلام الكيس في مطار فيينا عن طريق ساعي من البعثة الأمريكية وتم نقله مباشرة إلى السفارة.
- في مايو 2008، تم إرسال مضخة بديلة للمرحاض في محطة الفضاء الدولية في حقيبة دبلوماسية من روسيا إلى الولايات المتحدة للوصول قبل إقلاع مهمة المكوك التالية.[8]
- في يناير 2012، استخدم مهربو المخدرات في أمريكا الجنوبية حقائب أمتعة دبلوماسية مزيفة من دولة غير محددة إلى الأمم المتحدة في نيويورك لإدخال مخدر الكوكائين إلى أمريكا، ولأن الشعار الوطني للدولة المرسلة لم يكن متوافقًا يتوافق مع الشعار الحقيقي، تم ضبط الشحنة عند وصولها إلى الولايات المتحدة وتم مصادرتها.[9]
- في فبراير 2012، عثرت الشرطة الإيطالية على 40 كيلوغرامًا من المخدرات مخفية في ثمان عبوات تحتوي على دعائم خاصة بتجهيز المسارح ودور العرض والتي وصلت إيطاليا عبر جزر غالاباغوس كبريد دبلوماسي إكوادوري عبر دولة ثالثة. وبناءً على طلب إيطاليا، وافق وزير الخارجية الإكوادوري آنذاك ريكاردو باتينيو على فحص العبوات الثمانية مؤكداً أن الشحنة فُحصت في الإكوادور بواسطة كلاب بوليسية قبل شحنها، لذلك يجب أن تكون المخدرات قد وصلت إلى الشحنة عند مرورها عبر بلد ثالث غير محدد.[10]
- في أغسطس 2012، وبعد 46 عامًا من تحطم طائرة ركاب هندية على جبل مونت بلانك، سلمت الحكومة الفرنسية إلى السفارة الهندية في باريس كيسًا من الجوت يحتوي على أمتعة دبلوماسية عثر عليه اثنان من متسلقي الجبال بالصدفة في صدع الجبل وأبلغوا بذلك الشرطة.
- في نوفمبر 2013، زعمت حكومة المملكة المتحدة أن الحرس المدني الأسباني فتح حقيبة دبلوماسية بريطانية على الحدود بين جبل طارق وإسبانيا، مما أثار احتجاجًا دبلوماسيًا رسميًا.[11] وقد ردت الحكومة الإسبانية بأن الحقيبة، التي تم نقلها من حاكم جبل طارق بواسطة شركة بريد سريع، وموجودة في حقيبة بريد تحتوي على طرود أخرى، لا تفي بمعايير العبور بين بعثة دبلوماسية وحكومة محلية.[12][13]
- في يوليو 2020، كشفت الجمارك الهندية عن 30 كيلوغرامًا من الذهب مهربة في شحنة دبلوماسية إماراتية والتي صادرتها إدارة الجمارك الهندية في مطار ثيروفانانثابورام في ولاية كيرالا. وقد كشفت وكالة التحقيقات الوطنية الهندية أن موظفين محليين سابقين في القنصلية الإماراتية متورطون في تهريب الذهب إلى الهند عبر الحقائب الدبلوماسية.[14]